# Echinocereus pamanesiorum
Echinocereus pamanesiorum är en kaktusväxtart som beskrevs av A.B. Lau. Echinocereus pamanesiorum ingår i släktet Echinocereus och familjen kaktusväxter.

## Underarter
Arten delas in i följande underarter:
- E. p. bonatzii
- E. p. pamanesiorum